# Sant Andreu de Vallgorguina
Sant Andreu de Vallgorguina és una obra del municipi de Vallgorguina (Vallès Oriental) inclosa en l'Inventari del Patrimoni Arquitectònic de Catalunya.

## Descripció
Es tracta d'una edifici religiós de paredat. Uns grans matxons sostenen la volta i divideixen les capelles. L'absis és quadrat. La portada és d'arc de mig punt rebaixat senzill. Sobre l'arc hi ha una fornícula amb la imatge de Sant Andreu i al capdamunt un ull de bou. La façana està arrebossada i emblanquinada. El campanar té dos cossos, el cos inferior és quadrat, amb finestres espitllerades. El cos superior té unes arestes amb xamfrans com si fos un octògon i quatre buits. L'exterior és d'una sola nau amb el presbiteri.

## Història
El temple actual de Sant Andreu de Vallgorguina és del segle xix. El bisbe Climent, en la visita del 21 de juliol de 1771 es queixava de l'estat del temple primitiu. Es va començar, doncs, la seva nova construcció els primers anys del segle xix. L'antiga església va quedar com a capella del cementiri, de manera que les seves ruïnes ara es coneixen com el "cementiri vell".